# Kāman
Kāman är en ort i Indien.   Den ligger i distriktet Bharatpur och delstaten Rajasthan, i den norra delen av landet, 110 km söder om huvudstaden New Delhi. Kāman ligger 187 meter över havet och antalet invånare är 33 524.
Terrängen runt Kāman är platt. Runt Kāman är det tätbefolkat, med 476 invånare per kvadratkilometer. Kāman är det största samhället i trakten. Trakten runt Kāman består till största delen av jordbruksmark.